# Harcerka orla
Harcerka orla – piąty, żeński stopień harcerski w ZHP. Zdobywany przez dziewczęta w wieku 15–18 lat. Oznaczany jedną gwiazdką na pagonie oraz (fakultatywnie) złotą lilijką i złotym kręgiem nabitymi na krzyżu harcerskim. W przeszłości żeński odpowiednik stopnia harcerza orlego nazywał się wędrowniczką, w 2003 nazwę zmieniono, aby uniknąć niejednoznaczności z określeniem grupy wiekowej.

## WZHP
Wyższym stopniem jest harcerka Rzeczypospolitej, niższym – samarytanka.

### Idea stopnia
W harcerskiej wędrówce przez życie odnajduję wzory do naśladowania. Kierując się Prawem Harcerskim buduję swój własny system wartości. Sama wyznaczam swoje cele. Wybieram swoją drogę życiową. Dążę do mistrzostwa w wybranych dziedzinach. Podejmuję wyzwania. Znajduję pole stałej służby.

### Wymagania do otworzenia próby
Do próby może przystąpić harcerka, która:
- zdobyła stopień samarytanki. Jeśli nie posiada stopnia samarytanki, to realizuje próbę harcerki orlej poszerzoną o wiadomości i umiejętności zawarte w poprzednich stopniach
- aktywnie uczestniczy w życiu drużyny
- zrealizowała próbę wędrowniczą i otrzymał naramiennik wędrowniczy
- wspólnie z opiekunem przygotowała indywidualny program próby.

### Czas próby
12–18 miesięcy

### Wymagania stopnia
Wymagania stopnia wyznaczają płomienie watry wędrowniczej.

#### I. Siła ciała
1. Prowadzę higieniczny tryb życia i doskonalę swoją sprawność fizyczną. Znam granice swojej wytrzymałości fizycznej.
2. Zaplanowałam i zorganizowałam wędrówkę o charakterze wyczynu.

#### II. Siła rozumu
1. Samodzielnie planuję swój czas. Znam podstawowe zasady dobrego planowania czasu.
2. Rozsądnie gospodaruję swoimi i powierzonymi zasobami finansowymi. Opracowałam sposób sfinansowania wybranego przedsięwzięcia i zrealizowałam go.
3. Pogłębiam swoją wiedzę i umiejętności w różnych dziedzinach aktywności (nauka i kultura).
4. Znalazłam dziedzinę, w której chcę osiągnąć mistrzostwo. Mam już w niej osiągnięcia.

#### III. Siła ducha
1. Na podstawie prawa harcerskiego buduję swój system wartości. Potrafię otwarcie i konsekwentnie go bronić.
2. Samodzielnie podejmuję stałą służbę w dziedzinie życia duchowego.
3. Staram się zrozumieć innych i uznaję ich prawo do odmienności. Poznałam kilka kultur (narodowych i wyznaniowych).
4. Staram się żyć w harmonii z naturą.
5. Pielęgnuję więzi rodzinne.
6. Znalazłam swoje miejsce w grupie rówieśniczej (dokonując świadomych wyborów i zachowując własny system wartości).
7. Pokonałam jedną ze swoich słabości.
8. Dziedziny swoich zainteresowań porównałam z potrzebami środowiska. W ten sposób określiłam swoje pole służby. Pełniłam służbę przez wyznaczony czas.

Formą zakończenia próby jest wędrówka umożliwiająca własne, wewnętrzne podsumowanie próby. Sposób odbywania wędrówki zależy od tradycji środowiska.
Próba może być poszerzona o dodatkowe wymagania przyjęte w środowisku.